# مشاعر أخلاقية
المشاعر الأخلاقية، هي مجموعة متنوعة من المشاعر الاجتماعية المساهمة في تكويننا للأحكام والقرارات الأخلاقية والتعبير عنها، فضلًا عن تحفيز الاستجابات السلوكية للفرد إزاء سلوكياته وسلوكيات الآخرين الأخلاقية.

## نبذة عامة
اعتُبر التفكير الأخلاقي محورًا لمعظم الدراسات الأخلاقية في عصر أفلاطون وأرسطو. نُظر إلى الجانب العاطفي من الأخلاق بعين الازدراء، باعتباره خاضعًا للاستدلال الأخلاقي والعقلاني الأعلى مرتبةً، لذا وصف بعض الباحثين –كبياجيه وكولبرغ مثلًا- الاستدلال الأخلاقي باعتباره الواجهة الرئيسية للأخلاق. وفي المقابل، شهد آخر 30-40عامًا نهوضًا على صعيد جديد في البحث: المشاعر الأخلاقية بوصفها أساسًا للسلوك الأخلاقي. تمحور هذا التطور في بداياته حول التقمص الوجداني والشعور بالذنب، وذلك قبل أن يُوسع نطاقه ليشمل دراسات عاطفية جديدة حول بعض المشاعر مثل الغضب والخزي والاشمئزاز والذهول والإعلاء. بدأ المنظرون –تزامنًا مع ظهور الأبحاث الجديدة- في التساؤل عما إن كانت المشاعر الأخلاقية تنطوي على دور أكبر في تحديد الأخلاق، أي دور أهم من دور الاستدلال الأخلاقي حتى.

## التعاريف
اتبع الفلاسفة عمومًا نهجين لتعريف الشعور الأخلاقي. ينطوي النهج الأولى على «تحديد الشروط الشكلية التي من شأنها أن تكوّن قرارًا أخلاقيًا (على سبيل المثال، قرارًا أخلاقيًا إلزاميًا أو عالميًا، مثل النفعية)». يرتبط النهج الأول باللغة والتعاريف التي ننسبها للمشاعر الأخلاقية. ينطوي النهج الثاني على «تحديد الشروط المادية لقضية أخلاقية ما، مثل وجوب تأثير القواعد والأحكام الأخلاقية على [مصلحة أو رفاهية المجتمع ككل، أو الأشخاص الآخرين بخلاف القاضي أو الوسيط في الحد الأدنى]». يستند هذا التعريف ظاهريًا إلى الأفعال، ويركز على نتيجة المشاعر الأخلاقية. يُعتمد التعريف الثاني عمومًا كونه غير مرتبط باللغة، أي يُمكن تطبيقه على الأطفال في مرحلة ما قبل اللغة بالإضافة إلى الحيوانات. تُعرف المشاعر الأخلاقية بأنها «المشاعر المرتبطة بمصالح أو رفاهية المجتمع ككل، أو الأشخاص الآخرين بخلاف القاضي أو الوسيط في الحد الأدنى».

## أنواع المشاعر الأخلاقية
ثمة نقاش حول احتمالية وجود مجموعة من المشاعر الأساسية أو وجود «أجزاء أو مجموعة من العناصر التي يُمكن مزجها ومطابقها، ما يسمح بتوليد عدد كبير من المشاعر المحتملة». يقر المدافعون عن فرضية المجموعة الأساسية من المشاعر بوجود متغيرات لكل شعور (يُطلق عالم النفس بول إيكمان على هذه المتغيرات اسم «العائلات»). يعتقد جوناثان هايدت أنه:
يُمكن تقسيم المشاعر الأخلاقية الرئيسية إلى عائلتين كبيرتين وعائلتين صغيرتين موحدتين. تنطوي العائلات الكبيرة على عائلة «إدانة الآخر»، وفيها ثلاث أخوة: الاحتقار والغضب والاشمئزاز (يمتلك هؤلاء الأخوة كثيرًا من الأطفال، مثل السخط والبغض)، وعائلة «الوعي الذاتي» (العار والحرج والذنب)... أما العائلتان الصغيران فهما عائلة «معاناة الآخر» (التعاطف) وعائلة «مدح الآخر» (الامتنان والإعلاء).
يفترض هايدت أن الارتفاع في عاطفية الوسيط الأخلاقي تزيد من احتمالية تصرفه بشكل أخلاقي. يستخدم هايدت مصطلح «المُستنبط غير المهتم» للإشارة إلى حدث أو موقف يثير مشاعرنا حتى وإن لم ترتبط هذه المشاعر برفاهيتنا الشخصية. تساهم هذه المستنبطات في دفع الناس للمشاركة فيما يسميه هايدت «الميول العملية الاجتماعية الإيجابية» (الأفعال التي تعود بالمنفعة على المجتمع). يفسر هايدت المشاعر الأخلاقية بوصفها «عائلات عاطفية»، إذ تنطوي كل عائلة على مشاعر متشابهة إن لم تكن متماثلة تمامًا. تُثار هذه المشاعر الأخلاقية من خلال استنباط الأحداث التي تسفر عن ميول عملية اجتماعية إيجابية. تُحدد احتمالية قيام كل شخص بعمل اجتماعي إيجابي من خلال درجة عاطفية هذا الشخص.
يفترض هايدت وجود أربع عائلات مختلفة من المشاعر الأخلاقية: «مشاعر إدانة الآخر» (الازدراء والغضب والاشمئزاز)، و«مشاعر الوعي الذاتي» (الخزي والحرج والشعور بالذنب)، و«مشاعر معاناة الآخر» (التعاطف والمواساة)، و«عائلة مدح الآخر» (الامتنان والرهبة والاعتلاء). تُعتبر هذه المشاعر أخلاقية في جوهرها، إذ تستند على الأساس المتمثل في احتمالية تطورها إلى ميول عملية اجتماعية إيجابية.